# Liste der Straßen in Hamburg-Hausbruch

Lage von Hausbruch in Hamburg und im Bezirk Harburg (hellrot)

Die Liste der Straßen in Hamburg-Hausbruch ist eine Übersicht der im Hamburger Stadtteil Hausbruch vorhandenen Straßen. Sie ist Teil der Liste der Verkehrsflächen in Hamburg.

## Überblick
In Hausbruch (Ortsteilnummer 714) leben 16953 Einwohner (Stand: 31. Dezember 2023) auf 9,8 km². Hausbruch liegt in den Postleitzahlenbereichen 21079, 21147 und 21149.
In Hausbruch gibt es 102 benannte Verkehrsflächen, darunter drei Motivgruppen:

Flüsse in der Lüneburger Heide: Gerdauring, Hardauring, Luhering, Twistering.

Heimisches Niederwild: Käuzchenstieg, Krickentenweg, Schnepfenstieg, Steinmarderweg, Teichhuhnstraße, Wieselstraße, Wildkatzenweg.
In Neugraben gelegene Hofstellen, die in Hausbruch Ackerland bewirtschafteten: Albershof, Jochenhofwinkel, Maakenhofwinkel, Stölckenhofwinkel, Stubbenhof, Thiemannhof.

## Übersicht der Straßen
Die nachfolgende Tabelle gibt eine Übersicht über alle benannten Verkehrsflächen – Straßen, Plätze und Brücken – im Stadtteil sowie einige dazugehörige Informationen. Im Einzelnen sind dies:
- Name/Lage: aktuelle Bezeichnung der Straße, des Platzes oder der Brücke. Über den Link (Lage) kann die Straße, der Platz oder die Brücke auf verschiedenen Kartendiensten angezeigt werden. Die Geoposition gibt dabei ungefähr die Mitte an. Bei längeren Straßen, die durch zwei oder mehr Stadtteile führen, kann es daher sein, dass die Koordinate in einem anderen Stadtteil liegt.
- Straßenschlüssel: amtlicher Straßenschlüssel, bestehend aus einem Buchstaben (Anfangsbuchstabe der Straße, des Platzes oder der Brücke) und einer dreistelligen Nummer.
- Länge/Maße in Metern:
Hinweis: Die in der Übersicht enthaltenen Längenangaben sind nach mathematischen Regeln auf- oder abgerundete Übersichtswerte, die im Digitalen Atlas Nord[1] mit dem dortigen Maßstab ermittelt wurden. Sie dienen eher Vergleichszwecken und werden, sofern amtliche Werte bekannt sind, ausgetauscht und gesondert gekennzeichnet.
Bei Plätzen sind die Maße in der Form a × b bei rechteckigen Anlagen oder a × b × c bei dreiecksförmigen Anlagen mit a als längster Kante dargestellt.
Der Zusatz (im Stadtteil) gibt an, wie lang die Straße innerhalb des Stadtteils ist, sofern sie durch mehrere Stadtteile verläuft.
- Namensherkunft: Ursprung oder Bezug des Namens.
- Datum der Benennung: Jahr der offiziellen Benennung oder der Ersterwähnung eines Namens, bei Unsicherheiten auch die Angabe eines Zeitraums.
- Anmerkungen: Weitere Informationen bezüglich anliegender Institutionen, der Geschichte der Straße, historischer Bezeichnungen, Baudenkmale usw.
- Bild: Foto der Straße oder eines anliegenden Objektes.

| Name/Lage                        | Straßen- schlüssel | Länge/Maße (in Metern) | Namensherkunft                                                                                             | Datum der Benennung | Anmerkungen | Bild                         |
| -------------------------------- | ------------------ | ---------------------- | --- | ------------------- | --- | ---------------------------- |
| Albershof (Lage)                 | A583               | 0215                   | nach dem gleichnamigen ehemaligen Bauernhof, der hier Äcker bewirtschaftete                                | 1975                | Motivgruppe „Neugrabener Hofstellen“ | Albershof                    |
| Altwiedenthaler Höhe (Lage)      | A173               | 0570                   | in Anlehnung an die Altwiedenthaler Straße                                                                 | 1944                | | Altwiedenthaler Höhe         |
| Altwiedenthaler Straße (Lage)    | A174               | 0530                   | nach dem früheren Hof gleichen Namens                                                                      | 1938                | | Altwiedenthaler Straße       |
| Altwiedenthaler Twiete (Lage)    | A175               | 0485                   | in Anlehnung an die Altwiedenthaler Straße                                                                 | 1944                | | Altwiedenthaler Twiete       |
| Am Gehegegraben (Lage)           | A660               | 0485                   | nach der Lage am Gehegegraben, einem kleinen Wasserlauf                                                    | 1990                | | Am Gehegegraben              |
| Am Radeland (Lage)               | A316               | 0045 (im Stadtteil)    | nach einer Flurbezeichnung                                                                                 | 1895                | Radeland meint gerodetes Land; östlich der A 7 in Heimfeld | Am Radeland                  |
| An der Strecke (Lage)            | A418               | 0250                   | nach der Lage parallel zur Bahnstrecke Hamburg-Cuxhaven                                                    | 1948                | | An der Strecke               |
| August-Schlicka-Weg (Lage)       | A614               | 0175                   | August Schlicka (1897–1977), Vorsitzender des Ortsausschusses                                              | 1981                | | August-Schlicka-Weg          |
| August-Somann-Weg (Lage)         | A518               | 0215                   | August Somann, um 1920 Gemeindevorsteher in Hausbruch, von 1910 bis 1925 auch Bürgermeister von Neugraben  | 1948                | | August-Somann-Weg            |
| Baben Brandheid (Lage)           | B006               | 0225                   | nach einer Flurbezeichnung                                                                                 | 1944                | niederdeutsch baben Brandheid = obere Brandheide, eine durch Abbrennen der Oberschicht urbar gemachte Heidefläche | Baben Brandheid              |
| Bargweg (Lage)                   | B064               | 0125                   | nach einer volkstümlichen Bezeichnung                                                                      | 1944                | niederdeutsch Barg = Berg; nicht öffentlicher Weg | Bargweg                      |
| Bauernholztal (Lage)             | B097               | 0730                   | nach dem Holz, das den Bauern zur freien Verfügung stand                                                   | 1953                | | Bauernholztal                |
| Beim Bergwerk (Lage)             | B199               | 0350                   | nach der um 1920 existierenden „Robertshall“, die für die Harburger Phoenix-Werke Braunkohle förderte      | 1948                | | Beim Bergwerk                |
| Beim Dorfkrug (Lage)             | B201               | 0220                   | nach der ehemaligen gleichnamigen Gastwirtschaft                                                           | 1955                | Fußweg | Beim Dorfkrug                |
| Bredenbergsweg (Lage)            | B574               | 2040                   | nach der Lage am Bredenberg                                                                                | 1938                | | Bredenbergsweg               |
| Bredengrund (Lage)               | B576               | 0405                   | nach einer Flurbezeichnung                                                                                 | 1948                | | Bredengrund                  |
| Bredenwinkel (Lage)              | B579               | 0110                   | in Anlehnung an Bredenbergsweg und Bredengrund                                                             | 1957                | | Bredenwinkel                 |
| Cuxhavener Straße (Lage)         | C072               | 2920 (im Stadtteil)    | Cuxhaven, niedersächsische Stadt an der Elbmündung                                                         | 1948                | Die Cuxhavener Straße beginnt westlich der A 7 und verläuft zunächst auf der Grenze zwischen Heimfeld und Hausbruch, zwischen Hausbrucher Bahnhofstraße und Scharpenbargsweg liegt sie komplett in Hausbruch, zwischen Scharpenbargsweg und Rehrstieg befindet sich die nördliche Straßenhälfte in Hausbruch, die südliche in Neugraben-Fischbek, westlich des Rehrstiegs führt sie dann komplett durch Neugraben-Fischbek. | Cuxhavener Straße            |
| Dubben (Lage)                    | D209               | 0175                   | nach einer Flurbezeichnung                                                                                 | 1948                | Mit Dubbe oder Dobbe wird tiefliegendes, sumpfiges Land bezeichnet. | Dubben                       |
| Dubbenwinkel (Lage)              | D265               | 0260                   | in Anlehnung an die Straße Dubben                                                                          | 1978                | | Dubbenwinkel                 |
| Ehestorfer Heuweg (Lage)         | E044               | 1900                   | Ehestorf, Ortsteil der Gemeinde Rosengarten                                                                | 1938                | Der Weg führte die Bauern zu ihren Wiesen; das Haus Nr. 43 (Revierförsterei) liegt in Heimfeld. | Ehestorfer Heuweg            |
| Emmi-Ruben-Weg (Lage)            | E354               | 0150                   | Emmi Ruben (1875–1955), Kunstsammlerin und Mäzenin                                                         | 2016                | | Emmi-Ruben-Weg               |
| Erikaweg (Lage)                  | E208               | 0305                   | nach der gleichnamigen Pflanzengattung                                                                     | 1938                | | Erikaweg                     |
| Falkenbergsweg (Lage)            | F017               | 2710                   | nach dem Falkenberg, einer Erhebung in der Fischbeker Heide                                                | 1948                | nördlich des Scharpenbergswegs komplett in Neugraben-Fischbek, auf ca. 2,3 Kilometer verläuft die Straße auf der Grenze zwischen Neugraben-Fischbek und Hausbruch, der südliche Teil dann auf ca. 410 Metern auf Hausbrucher Gebiet | Falkenbergsweg               |
| Föhrenholtweg (Lage)             | F172               | 0200                   | nach der niederdeutschen Bezeichnung für Kiefernwald                                                       | 1944                | | Föhrenholtweg                |
| Försterkamp (Lage)               | F314               | 0425                   | nach den dem Förster gehörenden Feldern                                                                    | 1975                | | Försterkamp                  |
| Forstgrund (Lage)                | F188               | 0155                   | frei gewählter Name                                                                                        | 1948                | | Forstgrund                   |
| Forsthöhe (Lage)                 | F189               | 0690                   | frei gewählter Name                                                                                        | 1948                | | Forsthöhe                    |
| Francoper Straße (Lage)          | F203               | 1700                   | Hamburger Stadtteil Francop                                                                                | 1938                | etwa ab Hausnummer 112 in Richtung Norden westliche Straßenhälfte in Hausbruch, ansonsten in Neugraben-Fischbek | Francoper Straße (Hausbruch) |
| Gehegekamp (Lage)                | G473               | 0105                   | nach einer Flurbezeichnung in Anlehnung an den nahen Gehegegraben                                          | 1990                | | Gehegekamp                   |
| Gehegestieg (Lage)               | G474               | 0090                   | nach einer Flurbezeichnung in Anlehnung an den nahen Gehegegraben                                          | 1990                | | Gehegestieg                  |
| Gehegewinkel (Lage)              | G475               | 0055                   | nach einer Flurbezeichnung in Anlehnung an den nahen Gehegegraben                                          | 1990                | | Gehegewinkel                 |
| Georg-Heyken-Straße (Lage)       | G452               | 0910                   | Georg Heyken (1864–1939), Arzt                                                                             | 1988                | | Georg-Heyken-Weg             |
| Gerdauring (Lage)                | G069               | 0550                   | Gerdau, Quellfluss der Ilmenau                                                                             | 1966                | Motivgruppe „Flüsse in der Lüneburger Heide“ | Gerdauring                   |
| Groote Wischen (Lage)            | G472               | 0385                   | nach einer Flurbezeichnung                                                                                 | 1990                | niederdeutsch groote Wischen = große Wiesen | Groote Wischen               |
| Hardauring (Lage)                | H131               | 0415                   | Hardau, Fluss in der Lüneburger Heide                                                                      | 1966                | Motivgruppe „Flüsse in der Lüneburger Heide“ | Hardauring                   |
| Hausbrucher Bahnhofstraße (Lage) | H198               | 0525                   | nach der Lage im Stadtteil                                                                                 | 1948                | | Hausbrucher Bahnhofstraße    |
| Hausbrucher Eck (Lage)           | H796               | 0185                   | nach der Lage im Stadtteil                                                                                 | 1990                | | Hausbrucher Eck              |
| Hausbrucher Kehre (Lage)         | H797               | 0080                   | nach der Lage im Stadtteil                                                                                 | 1990                | | Hausbrucher Kehre            |
| Hausbrucher Moor (Lage)          | H199               | 0315                   | nach der Lage im Stadtteil                                                                                 | 1948                | | Hausbrucher Moor             |
| Hausbrucher Straße (Lage)        | H776               | 0975 (im Stadtteil)    | nach der Lage im Stadtteil                                                                                 | 1984                | westlich des Minnerweggrabens in Neugraben-Fischbek | Hausbrucher Straße           |
| Heykenaubrook (Lage)             | H742               | 0230                   | nach dem Arzt Georg Heyken, der hier ein Moorbad anlegte                                                   | 1976                | siehe Georg-Heyken-Straße | Heykenaubrook                |
| Heykenaukamp (Lage)              | H788               | 0775                   | in Anlehnung an den Heykenaubrook                                                                          | 1987                | | Heykenaukamp                 |
| Heykenauweg (Lage)               | H815               | 0445                   | in Anlehnung an den Heykenaubrook                                                                          | 1997                | | Heykenauweg                  |
| Heykenstieg (Lage)               | H793               | 0125                   | in Anlehnung an die Georg-Heyken-Straße                                                                    | 1989                | | Heykenstieg                  |
| Jochenhofwinkel (Lage)           | J116               | 0150                   | nach dem Jochenhof, der in Hausbruch Ackerflächen hatte                                                    | 1975                | Motivgruppe „Neugrabener Hofstellen“ | Jochenhofwinkel              |
| Johannes-Schaper-Weg (Lage)      | J154               | 0160                   | Johann Schaper (1621–1670), Glas- und Fayencenmaler                                                        | 2013                | | Johannes-Schaper-Weg         |
| Jungfernmühle (Lage)             | J099               | 0485                   | nach einem Haus in Windmühlenform, jedoch ohne Flügel                                                      | 1944                | Die Hausbesitzerin war unverheiratet, weshalb das Gebäude „Jungfernmühle“ genannt wurde; dieser Name wurde bei der Benennung der Straße übernommen. | Jungfernmühle                |
| Käuzchenstieg (Lage)             | K588               | 0075                   | nach der Eulenart                                                                                          | 1984                | Motivgruppe „Heimisches Niederwild“ | Käuzchenstieg                |
| Kieseltal (Lage)                 | K171               | 0120                   | frei gewählter Name                                                                                        | 1953                | | Kieseltal                    |
| Kreetortring (Lage)              | K665               | 0586                   | nach einer Flurbezeichnung                                                                                 | 1984                | niederdeutsch Kreet = Zank, Streit, weist auf ein umstrittenes Stück Land hin | Kreetortring                 |
| Krickentenweg (Lage)             | K587               | 0095                   | nach der gleichnamigen Vogelart                                                                            | 1984                | Motivgruppe „Heimisches Niederwild“ | Krickentenweg                |
| Lange Striepen (Lage)            | L033               | 0475                   | nach einer Flurbezeichnung                                                                                 | 1944                | niederdeutsch Striepen = Streifen | Lange Striepen               |
| Luhering (Lage)                  | L305               | 0550                   | Luhe, Nebenfluss der Ilmenau                                                                               | 1966                | Motivgruppe „Flüsse in der Lüneburger Heide“ | Luhering                     |
| Maakenhofwinkel (Lage)           | M380               | 0175                   | nach dem Maakenhof, der in Hausbruch landwirtschaftliche Flächen besaß                                     | 1975                | Motivgruppe „Neugrabener Hofstellen“ | Maakenhofwinkel              |
| Minnerstieg (Lage)               | M197               | 0225                   | nach der ursprünglichen Flurbezeichnung „op den innern Weg“ („auf dem inneren Weg“)                        | 1944                | | Minnerstieg                  |
| Minnerweg (Lage)                 | M198               | 2805                   | nach der ursprünglichen Flurbezeichnung „op den innern Weg“ („auf dem inneren Weg“)                        | 1948                | nördliche Straßenhälfte zwischen Minnerweggraben und Hausnummer 95 in Neugraben-Fischbek, ansonsten in Hausbruch | Minnerweg                    |
| Moostal (Lage)                   | M296               | 0140                   | frei gewählter Name                                                                                        | 1953                | | Moostal                      |
| Neehusenstraße (Lage)            | N019               | 0290                   | nach den Häusern, die auf dem dem Moor abgewonnenen Land errichtet wurden                                  | 1944                | niederdeutsch nee Husen = neue Häuser | Neehusenstraße               |
| Neelandstieg (Lage)              | N020               | 0350                   | in Anlehnung an die Neehusenstraße                                                                         | 1944                | niederdeutsch nee Land = neues Land | Neelandstieg                 |
| Neugrabener Heideweg (Lage)      | N069               | 2390                   | nach der Lage                                                                                              | 1948                | Waldweg | Neugrabener Heideweg         |
| Neumoorland (Lage)               | N204               | 0220                   | nach einer Flurbezeichnung                                                                                 | 1975                | westliche Straßenhälfte in Neugraben-Fischbek | Neumoorland                  |
| Neuwiedenthaler Straße (Lage)    | N094               | 1770 (im Stadtteil)    | Neuwiedenthal, Ortsteil von Hausbruch                                                                      | 1938                | zwischen Im Neugrabener Dorf und Neumoorland in Neugraben-Fischbek, ebenso die südliche Straßenhälfte zwischen Neumoorland und Rehrstieg, die nördliche Straßenhälfte liegt in Hausbruch, östlich des Rehrstiegs dann komplett im Stadtteil | Neuwiedenthaler Straße       |
| Quellmoor (Lage)                 | Q015               | 0160 (im Stadtteil)    | in Anlehnung an weitere umliegende Straßen in Neugraben-Fischbek, die den Wortteil „-moor“ im Namen tragen | 1975                | westlich der Straße Neumoorland in Neugraben-Fischbek | Quellmoor                    |
| Reetkükenweg (Lage)              | R411               | 0530                   | nach dem gleichnamigen Vogel                                                                               | 1976                | | Reetkükenweg                 |
| Rehrstieg (Lage)                 | R108               | 1280 (im Stadtteil)    | nach der Bezeichnung „Rehr“ für „Redder“                                                                   | 1966                | Der Rehrstieg verläuft abwechselnd auf Neugraben-Fischbeker und Hausbrucher Gebiet, teilweise auch direkt auf der Stadtteilgrenze. | Rehrstieg                    |
| Rohrammerweg (Lage)              | R416               | 0185                   | nach der gleichnamigen Vogelart                                                                            | 1977                | | Rohrammerweg                 |
| Rohrweihenweg (Lage)             | R412               | 0160                   | nach der gleichnamigen Greifvogelart                                                                       | 1976                | | Rohrweihenweg                |
| Schaaphusen (Lage)               | S082               | 0190                   | nach den von Ehestorfer Bauern errichteten Schafställen (niederdeutsch: Schaaphusen)                       | 1944                | | Schaaphusen                  |
| Schaapkamp (Lage)                | S083               | 0155                   | nach einer Flurbezeichnung                                                                                 | 1948                | niederdeutsch Schaapkamp = Schaffeld | Schaapkamp                   |
| Schanzengrund (Lage)             | S109               | 0720                   | nach einer volkstümlichen Bezeichnung                                                                      | nach 1938           | | Schanzengrund                |
| Scharpenbargshöhe (Lage)         | S865               | 0285                   | in Anlehnung an den Scharpenbargsweg                                                                       | 1974                | | Scharpenbargshöhe            |
| Scharpenbargsweg (Lage)          | S118               | 1090                   | nach der Funktion zum Scharpenbarg führend                                                                 | 1948                | westliche bzw. nordwestliche Straßenhälfte in Neugraben-Fischbek | Scharpenbargsweg             |
| Scheidebachtal (Lage)            | S132               | 0485                   | nach dem hier verlaufenden Scheidebach, der früher die Grenze zwischen Harburg und Moisburg bildete        | 1953                | | Scheidebachtal               |
| Schnepfenstieg (Lage)            | S908               | 0070                   | nach der gleichnamigen Vogelfamilie                                                                        | 1984                | Motivgruppe „Heimisches Niederwild“ | Schnepfenstieg               |
| Stader Straße (Lage)             | S576               | 0265 (im Stadtteil)    | Stade, Stadt in Niedersachsen                                                                              | 1889                | nur nördliche Straßenhälfte zwischen Försterkamp und der A 7 in Hausbruch, ansonsten in Heimfeld | Stader Straße (Hausbruch)    |
| Stadtweg (Lage)                  | S583               | 0590 (im Stadtteil)    | nach seiner Funktion zur damaligen Stadt Harburg führend                                                   | nach 1938           | westlicher Teil in Neugraben-Fischbek; Waldweg | Stadtweg                     |
| Steinmarderweg (Lage)            | S909               | 0115                   | nach der gleichnamigen Raubtierart                                                                         | 1984                | Motivgruppe „Heimisches Niederwild“ | Steinmarderweg               |
| Stölckenhofwinkel (Lage)         | S866               | 0125                   | nach dem Neugrabener Hof, der in Hausbruch Land besaß                                                      | 1975                | Motivgruppe „Neugrabener Hofstellen“ | Stölckenhofwinkel            |
| Striepentwiete (Lage)            | S744               | 0075                   | in Anlehnung an den Striepenweg                                                                            | 1944                | niederdeutsch Striepen = Streifen | Striepentwiete               |
| Striepenweg (Lage)               | S745               | 0920                   | nach einer Flurbezeichnung                                                                                 | 1944                | | Striepenweg                  |
| Stubbenhof ()                    | S867               | 0260                   | nach dem Neugrabener Stubbenhof, der hier Felder bewirtschaftete                                           | 1975                | Motivgruppe „Neugrabener Hofstellen“ | Stubbenhof                   |
| Sumpfläuferweg (Lage)            | S870               | 0450                   | nach dem gleichnamigen Watvogel                                                                            | 1977                | | Sumpfläuferweg               |
| Talweg (Lage)                    | T005               | 1540                   | nach dem Verlauf in einem Tal                                                                              | 1938                | | Talweg                       |
| Tannenhügel (Lage)               | T015               | 0340                   | frei gewählter Name in Anlehnung an die Landschaft                                                         | 1948                | | Tannenhügel                  |
| Teichhuhnstraße (Lage)           | T218               | 0095                   | nach der gleichnamigen Vogelart                                                                            | 1984                | Motivgruppe „Heimisches Niederwild“ | Teichhuhnstraße              |
| Tempoweg (Lage)                  | T047               | 0465                   | nach der in Harburg ansässigen Vidal & Sohn Tempo-Werk GmbH                                                | 1944                | | Tempoweg                     |
| Thiemannhof (Lage)               | T207               | 0235                   | nach dem gleichnamigen Bauernhof, der in Hausbruch Felder besaß                                            | 1975                | Motivgruppe „Neugrabener Hofstellen“ | Thiemannhof                  |
| Twistering (Lage)                | T193               | 0400                   | Twiste, Nebenfluss der Oste                                                                                | 1966                | Motivgruppe „Flüsse in der Lüneburger Heide“ | Twistering                   |
| Ulenweg (Lage)                   | U017               | 0340                   | nach einer ortsüblichen Bezeichnung                                                                        | 1952                | niederdeutsch U(h)l = Eule | Ulengrund                    |
| Ünner Brandheid (Lage)           | U005               | 0350                   | nach einer Flurbezeichnung                                                                                 | 1944                | niederdeutsch ünner Brandheid = untere Brandheide, siehe Baben Brandheid | Ünner Brandheid              |
| Waltershofer Straße (Lage)       | W051               | 1150 (im Stadtteil)    | Hamburger Stadtteil Waltershof                                                                             | 1951                | Die Straße verläuft zunächst auf Hausbrucher Gebiet, nördlich der Moorburger Landscheide durchquert sie Moorburg, ab der Alten Süderelbe führt sie durch Altenwerder. Als Planstraße hieß sie „Ölstraße“ und wird noch im Volksmund so genannt, weil sie in der Verlängerung zu den Tanklagern und dem Petroleumhafen in Waltershof führt.                                                                                  | Waltershofer Straße          |
| Wiedenthaler Bogen (Lage)        | W232               | 0505                   | in Anlehnung an den Wiedenthaler Sand                                                                      | 1961                | | Wiedenthaler Bogen           |
| Wiedenthaler Sand (Lage)         | W233               | 0520                   | nach den Hausbrucher Ortsteilen Alt- und Neuwiedenthal                                                     | 1948                | | Wiedenthaler Sand            |
| Wieselstraße (Lage)              | W475               | 0120                   | nach der gleichnamigen Raubtierart                                                                         | 1984                | Motivgruppe „Heimisches Niederwild“ | Wieselstraße                 |
| Wildkatzenweg (Lage)             | W472               | 0090                   | nach der gleichnamigen Katzenart                                                                           | 1984                | Motivgruppe „Heimisches Niederwild“ | Wildkatzenweg                |
| Wischenpfad (Lage)               | W491               | 0090                   | in Anlehnung an die Straße Groote Wischen                                                                  | 1990                | | Wischenpfad                  |
| Wischenwinkel (Lage)             | W490               | 0170                   | in Anlehnung an die Straße Groote Wischen                                                                  | 1990                | | Wischenwinkel                |
| Wulmsberg (Lage)                 | W421               | 0610                   | nach der gleichnamigen Anhöhe                                                                              | 1948                | | Wulmsberg                    |
| Wulmsberggrund (Lage)            | W422               | 1300                   | nach dem Wulmsberg                                                                                         | 1944                | | Wulmsberggrund               |
| Wulmstal (Lage)                  | W423               | 0665                   | nach der Lage unterhalb des Wulmsbergs                                                                     | 1944                | | Wulmstal                     |
| Zum Dubben (Lage)                | Z075               | 0250                   | in Anlehnung an die Straße Dubben                                                                          | 1972                | | Zum Dubben                   |